# Rocket Mass Heater

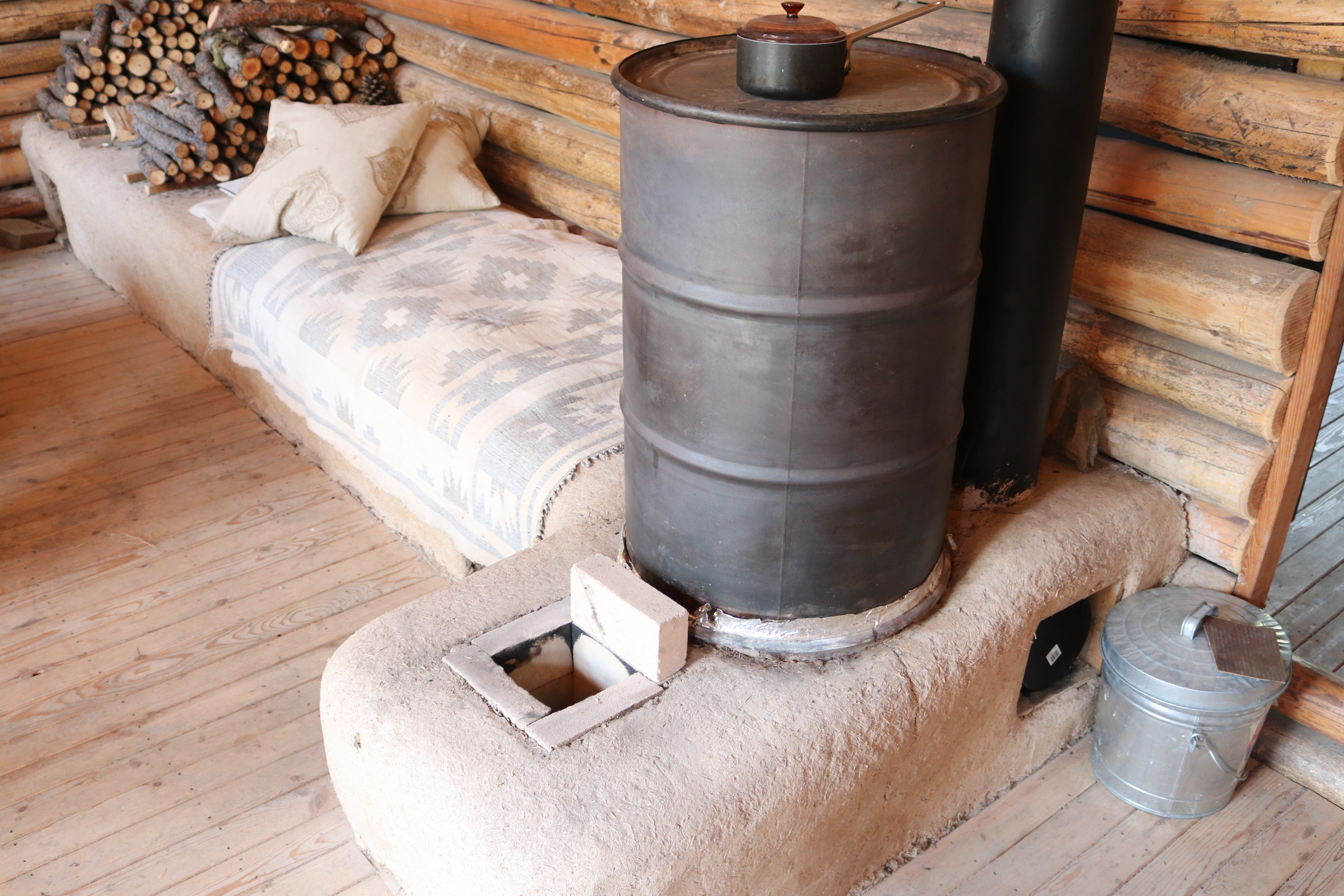
Rocket Mass Heater

Ein Rocket Mass Heater (englisch, wörtlich übersetzt Raketenmassenheizer; im Deutschen manchmal Raketengrundofen genannt) ist ein Heizofen, der sich durch eine besondere Anordnung der Brennstoffzuführung und der Rauchgasabführung auszeichnet. Der Grundaufbau ist vom Raketenherd abgeleitet, jedoch ergänzt durch einen Wärmespeicher nach Art eines Speicher- oder Grundofens. Charakteristisch ist der senkrecht stehende, zylindrische Mittelteil des Ofens, die „Rakete“, die dem Ofen den Namen gab.

## Beschreibung
Der Ofen besteht aus einer Feueröffnung, einer L-förmigen Verbrennungskammer, deren waagrechter Teil die eigentliche Brennkammer (circa 400–600 °C) und deren senkrechter Teil die Nachverbrennungskammer (circa 1000–1100 °C) ist. Dieser „Brennerteil“ mündet in einen Rauchabgas-Entspannungsteil, in dem die Gase abkühlen, indem deren Wärme über den Stahlkessel an die Umgebung abgegeben wird. Es ist ein Sturzzug (Fallzug), in dem die Rauchabgase weiter abgekühlt (circa 90 °C) und in die Speichermasse geleitet werden. Darin wird der Großteil der restlichen Wärme abgegeben, bevor die Abgase mit einer Temperatur von ca. 30–50 °C über ein Abgasrohr ausgeleitet werden.
Die Maßverhältnisse werden in angelsächsischen Zoll angegeben. Man spricht dementsprechend von einem 5″-, 6″- oder 8″-Ofen. Dies bezeichnet das Seitenlängenmaß des Querschnittes und diese Querschnittsmaße stehen in einem engen Verhältnis zu den jeweiligen Längenmaßen.

## Ofenabschnitte
1. Die Befüllungsöffnung
2. Der waagrechte Feuertunnel
3. Das senkrechte Gasverbrennungsrohr
4. Die Entspannungs- oder Abkühlungskammer
5. Der Speicherteil
6. Das Abgasrohr

Die Befüllungsöffnung beziehungsweise der Befüllungsschacht ist senkrecht ausgerichtet. Die Größe bestimmt den Brennstoffeintrag. Im Bodenbereich erfolgt der Abbrand des Holzmaterials.
Der waagrechte Feuertunnel mündet in das senkrechte Holzgas-Verbrennungsrohr.

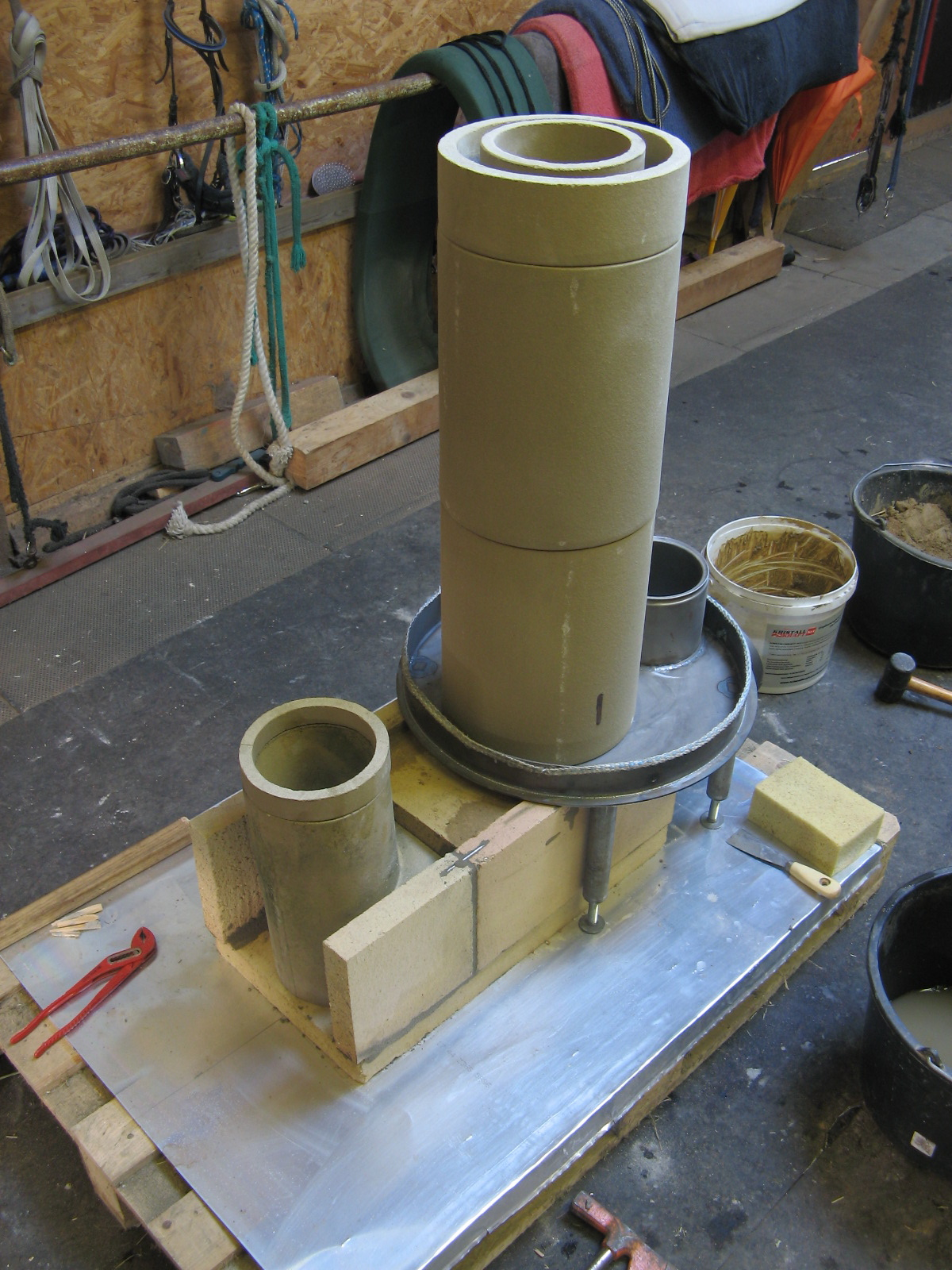
Aufbau des Brennraumes

Dieses Verbrennungsrohr ist mit feuerfestem Perlit/Lehmgemisch gegen den Sturzzug isoliert und gewährleistet den Temperaturunterschied im Brennrohr und dem Abkühlungsteil.
Diese Abkühlungs- oder Entspannungskammer hat einen größeren Querschnitt als der Brenner beziehungsweise der nachfolgende Abgasabschnitt. Durch diese Querschnittsänderung erfolgt eine Verlangsamung des Abgasstromes, was die Wärmeabgabe zusätzlich verstärkt. Der Querschnitt des Überganges vom Brennraum zum Entspannungsraum wird mit 1–1,5″ beschrieben. Dieser Abstand entscheidet über die Oberflächentemperatur (≥200 °C) in diesem Bereich des Hüllrohres.
Diese Abkühlkammer mündet in einen Speicherteil, der aus Speichermasse (Steine, Lehm, Ziegel) besteht, um die Restwärme der Abgase zu speichern, bevor sie über das Abgasrohr ins Freie entweichen. Bei Richtungswechseln müssen Reinigungsöffnungen eingebaut werden.

## Wirkweise
Das Wirkungsprinzip dieses Ofens ist dadurch gekennzeichnet, dass der Abtransport der Rauchgase nicht durch den Kaminzug, sondern durch den Druck der heißen Abgase in der Brennkammer in Gang gehalten wird. Dadurch ist er nicht von der üblichen Abgastemperatur  von ~140° im Rauchabzug (Kamin) abhängig, sodass diese sehr niedrig sein kann. Dies führt zu einer hohen Wärmeausbeute von ca. 1000 °C➞40 °C. Dadurch entsteht ein sich selbst regelnder Mechanismus, der im jeweiligen Verhältnis von vorhandener Temperatur und daraus entstehendem Druck die Verbrennungsgeschwindigkeit steuert. Die stets offene Beschickungsöffnung ermöglicht die jeweils „richtige“ Luftzufuhr für einen optimalen Brennvorgang.
Die Brennstoffzufuhr von oben und die Größe der Befüllungsöffnung beschränken die Abbrandmenge beziehungsweise Abbrandoberfläche des Heizmaterials und gewährleisten durch die stetige Luftzufuhr in jeweils ausreichender Menge automatisch einen idealen Abbrand. Eine vollkommene, schadstoffarme Verbrennung erfolgt nur bei genügender Primärluftzufuhr, eine Drosselung durch Verringerung der Luftzufuhr verschlechtert den Verbrennungsvorgang. Die Regelung bei diesem Holzofenprinzip erfolgt einzig über die Brennstoffmenge und nicht über Luftdrosselung, wodurch ein dem Holzbrennstoff entsprechender Abbrand erfolgt.

## Der Wirkungsgrad

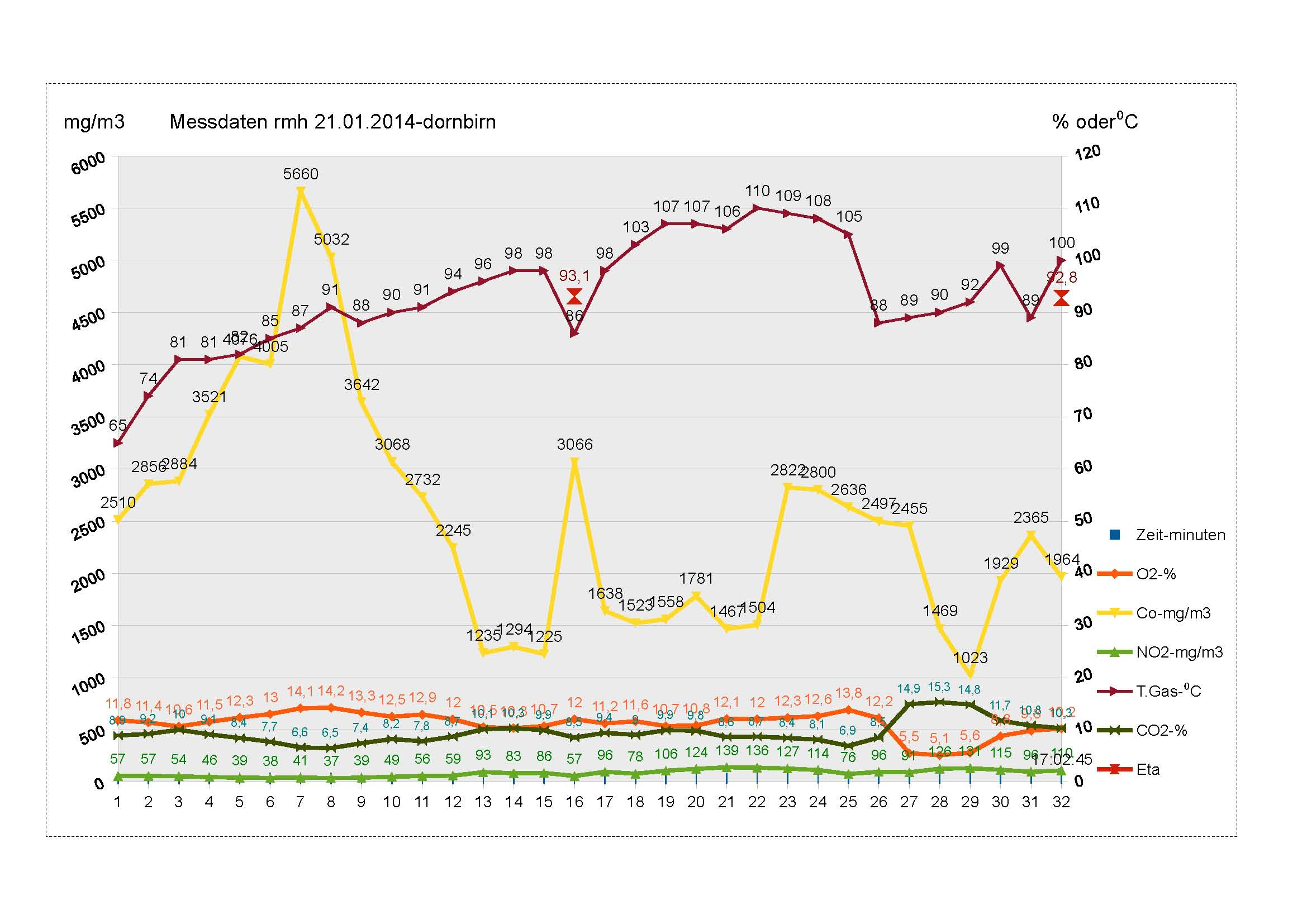
Messdatendiagramme rmh2014

Ein großer Vorteil dieses Ofenprinzips ist, dass „minderwertige“ Biomasse wie Äste, Baumschnitt, Kleinstückholz verwendet werden kann, ja sogar von Vorteil ist, da die große Oberfläche einen sehr guten und schnellen Abbrand ermöglicht – ähnlich wie bei den in gemauerten Kachelöfen verwendeten Büscheln aus fest zusammengebundenem Ast- und Strauchmaterial. Dadurch ist dieses Ofenprinzip besonders für Menschen mit beschränktem Zugang zu guten Brennstoffen interessant. Der gemessene Wirkungsgrad liegt bei über 90 %.

## Zulassung
Eine prinzipielle Zulassung solcher Öfen besteht momentan nicht. Einzelgenehmigungen sind mittels Ofenbauern beziehungsweise Kaminkehrern unter Einhaltung einschlägiger Normen und Bauvorschriften möglich. Die vorgeschriebenen Brandabstände sind einzuhalten. Durch die niedrige Temperatur der Rauchgase nach dem Speicher werden an das Rohrmaterial und die Brandabstände geringere Anforderungen gestellt.